# Radosław Radwan-Dębski
Radosław Radwan-Dębski, ps. „Filipinka”, „Żebro” (ur. 12 marca 1929 w Warszawie, zm. 12 stycznia 2021) – polski architekt, profesor nadzwyczajny, wykładowca akademicki.

## Życiorys
Radosław Radwan-Dębski był synem Kazimierza Dębskiego – inżyniera, hydrologa i hydrotechnika, profesora SGGW, żołnierza i osadnika wojskowego – i Marii Dębskiej, która zajmowała się rodzinnym domem. Wychowywał się na Żoliborzu, gdzie m.in. chodził do prywatnej szkoły Marii Ostaszewskiej, a następnie podczas okupacji niemieckiej do Miejskiej Szkoły Drogowej oo. Marianów na Bielanach przy ul. Kamedułów 81 w Warszawie oraz był harcerzem. Podczas powstania działał jako łącznik i strzelec w Obwodzie Żoliborz Armii Krajowej w ramach zgrupowań „Żmija” i „Żubr” – działał pod pseudonimami „Filipinka” i „Żebro”. Po upadku powstania został wywieziony do obozu przejściowego w Pruszkowie, następnie został przeniesiony do Parchim i do Wesenbergu, w którym pozostał do wyzwolenia przez Armię Czerwoną.
Ukończył w 1955 studia na Politechnice Warszawskiej uzyskując dyplom magistra inżyniera architekta. W 1962 obronił doktorat z melioracji wodnych w Szkole Głównej Gospodarstwa Wiejskiego w Warszawie. W 1972 dokonał habilitacji na Politechnice Warszawskiej. Od 1990 był kierownikiem Zakładu Architektury i Kształtowania Środowiska na Wydziale Budownictwa, Architektury i Inżynierii Środowiska Politechniki Łódzkiej, gdzie w 1991 został profesorem nadzwyczajnym.
Jest autorem licznych publikacji poświęconych budownictwu wiejskiemu.

## Publikacje
- Budownictwo wiejskie: Materiały i konstrukcje stosowane w budownictwie wiejskim, Część 1 (Warszawa, 1958)[6],
- Budownictwo wiejskie: ćwiczenia z projektowania budynków mieszkalnych i gospodarskich na wsi (Warszawa, 1959)[7],
- Rurystyka: ćwiczenia z planowania obszarów osiedleńczo-rolnych i osiedli wiejskich (Warszawa, 1959)[8],
- Przewodnik metodyczny z zakresu projektowania architektonicznego budowli wodnych (Warszawa 1967)[9],
- Planowanie przestrzenne budownictwa wiejskiego (Łódź 1990)[10],
- Urbanistyczne studium gospodarki wodnej w Białymstoku do 2015 roku: tezy do miejscowego planu zagospodarowania przestrzennego śródmiejskiego fragmentu dorzecza rzeki Białej w aspekcie zrównoważonego bilansu wodnego miasta do roku 2015 (Białystok, 2008)[11].

## Odznaczenia
- Medal Komisji Edukacji Narodowej[12]